# Tillandsia pendulispica
Espèce
Classification phylogénétique
Tillandsia pendulispica Mez est une espèce de plantes à fleurs de la famille des Bromeliaceae.
L'épithète pendulispica signifie "à épi pendant" et se rapporte à l'aspect de l'inflorescence.

## Protologue et Type nomenclatural
Tillandsia pendulispica Mez in C.DC., Monogr. Phan. 9: 745 (1896)
Diagnose originale :
« foliis dense rosulatis, adultis lepidibus parvis, adpressis consitis ; inflorescentia bipinnatim panniculata[sic], axibus haud ferrugineo-lepidotis ; spicis dense flabellatis, +/- 20-floris, inferioribus longe stipitatis pendulis ; bracteolis florigeris imbricatis, sepala superantibus ; floribus erectis ; sepalis liberis, asymmetricis. »
Type : leg. E.F.Poeppig, n° 1348 ; « Peruvia prope Cuchero » ; Holotypus G (herb. Boiss.-Barbey.) , Isotypus W.

## Synonymie

### Synonymie nomenclaturale
- Racinaea pendulispica (Mez) M.A.Spencer & L.B.Sm.

### Synonymie taxonomique
- Tillandsia dielsii Harms[2]
- Tillandsia scorpiura Mez[3],[2]
- Tillandsia triangularis Rusby[3],[2]

## Écologie et habitat
- Biotype : plante herbacée en rosette acaule monocarpique vivace par ses rejets latéraux ; épiphyte[1],[2].
- Habitat : milieux forestiers[2].
- Altitude : 1500-2000 m[3] ; 900-2100 m[2].

## Distribution
- Amérique du sud :
  -  Bolivie[3],[2]
  -  Pérou[1],[2]
    - Ayabaca[3]
    - Huánuco[3]
    - Puno[3]